# 옥진로
옥진로(Okjin-ro) 광양시 골약동에서 광양군 진상면 섬거삼거리를 이어주는 도로이다.

## 주요 경유지
전라남도
- 광양시 (골약동 - 옥곡면 - 진상면)

## 노선
| 이름                  | 접속 노선                  | 소재지 | 소재지 | 비고 |
| --------------------- | -------------------------- | ------ | ------ | ---- |
| (이름없음) (중근육교) | 백운로                     | 광양시 | 골약동 |      |
| 신유교                |                            | 광양시 | 옥곡면 |      |
| 원월교                |                            | 광양시 | 옥곡면 |      |
| 청룡교                |                            | 광양시 | 옥곡면 |      |
| 초등학교앞 교차로     | 대치로                     | 광양시 | 옥곡면 |      |
| 옥곡면소재지 교차로   | 명주1길                    | 광양시 | 옥곡면 |      |
| 신금교                |                            | 광양시 | 옥곡면 |      |
| (이름없음)            | 지방도 제861호선 (큰골1길) | 광양시 | 옥곡면 |      |
| 신금삼거리            |                            | 광양시 | 옥곡면 |      |
| 밤골재                |                            | 광양시 | 옥곡면 |      |
|                       | 진상면                     | 광양시 |        |      |
| 진상면금이리 교차로   | 명주1길                    | 광양시 |        |      |
| 진상면삼거리          | 신시길                     | 광양시 |        |      |
| 섬거사거리            | 백운2로 학연로             | 광양시 |        |      |
| 백운3로와 직결        |                            |        |        |      |

## 주요 건물 및 시설
- 옥곡초등학교 (옥진로 625/원월리 9)
- 로젠택배 광양지점 (옥진로 626/신금리 1395-1)
- 옥곡파출소 (옥진로 650/신금리 1380-7)
- 옥곡면 사무소 (옥진로 656/신금리 1375-3)
- 광양시옥곡 보건소 (옥진로 658/신금리 1379-2)
- 농협 옥곡주유소 (옥진로 661/신금리 1356-1)
- 농협 광양동부농협 옥곡지점  (옥진로 661/신금리 1356)
- 새마을금고 광양 새마을금고 옥곡지점 (옥진로 665-1/신금리 1356-6)
- 농협 광양동부농협 하나로마트 옥곡지점  (옥진로 667/신금리 1353-1)
- CU 광양매화점 (옥진로 683/신금리 1321-1)
- 진상119지역대 (옥진로 1073/섬거리 492-11)
- 농협 진상농협주유소 (옥진로 1077/섬거리 492-14)
- 농협 진상농협 하나로마트 (옥진로 1085/섬거리 491-1)
- 진상역 (옥진로 1112/섬거리 309-1)